# آشلي تشين
آشلي أنتوني تشين (بالإنجليزية: Ashley Chin) المعروف أيضا باسم مسلم بلال، (ولد في 21 أغسطس 1982) هو ممثل وكاتب سيناريو ومؤدي كلمات منطوقة وشاعر ومغني راب إنجليزي سابق من جامايكا.

## النشأة والتعليم
ولد آشلي في جيبسي هيل في العاصمة الإنجليزية لندن. وكان والداه من جامايكا، وسمُّي باسم جده لأبيه الذي كان صينياً. نشأ مع والدته أندريا إليس، وأخته الكبرى كارينا تشين في جنوب لندن. نشأ كمسيحي، ومع ذلك فقد قضى شبابه في ثقافة العصابات.
حقق تشين درجة في الشهادة الثانوية العامة وترك المدرسة في سن 15. في عام 1999 انتقل مع عائلته إلى ثورنتون هيث في مقاطعة سري.
كان لدى تشين موهبة في الشعر بدأ تطويرها منذ الثانية عشرة من عمره. في عام 2001 أنشأ هو وصديق له استوديو للموسيقى،  حيث كان تشين يجيد استخدام لوحات المفاتيح ولوحات الصوت المختلفة.

## محطات في الحياة الشخصية
في عام 2002 وفي سن التاسعة عشرة اعتنق الإسلام. في عام 2004 سافر إلى مصر وبقي هناك مدة سنة لدراسة الإسلام.
اعتنقت أمه وأخته الكبرى الإسلام.
في يونيو 2010 ذهب تشين لأداء العمرة إلى مكة المكرمة. بين يوليو 2011 إلى مايو 2012 أقام تشين في مدينة الكويت.
في يوليو 2013 ظهر على القناة الرابعة البريطانية في تأملات رمضان. في فبراير 2014، أنشأ تشين جمعية خيرية. في يونيو 2014 زار باكستان لتقديم محاضرة وتسجيل بعض المقابلات التلفزيونية في كراتشي.

## وصلات خارجية
- آشلي تشين على موقع IMDb (الإنجليزية)
- آشلي تشين على موقع ألو سيني (الفرنسية)
- آشلي تشين على موقع أول موفي (الإنجليزية)
- آشلي تشين على موقع قاعدة بيانات الفيلم (الإنجليزية)
- آشلي تشين على موقع كينوبويسك (الروسية)

- الموقع الرسمي